# Haploops longiseta
Haploops longiseta is een vlokreeftensoort uit de familie van de Ampeliscidae. De wetenschappelijke naam van de soort is voor het eerst geldig gepubliceerd in 2010 door Kaim-Malka.